# Vred
Vred (Aussprache [vʁɛ]) ist eine französische Gemeinde mit 1311 Einwohnern (Stand: 1. Januar 2022) im Département Nord in der Region Hauts-de-France. Sie gehört zum Arrondissement Douai und ist Mitglied im Gemeindeverband Communauté d’agglomération Cœur d’Ostrevent. Die Einwohner werden Vredois und Vredoises genannt.

## Geographie
Die Gemeinde Vred liegt an der kanalisierten Scarpe im Regionalen Naturpark Scarpe-Schelde, etwa elf Kilometer ostnordöstlich von Douai. Umgeben wird Vred von den Nachbargemeinden Marchiennes im Westen und Norden, Rieulay im Osten und Südosten sowie Pecquencourt im Süden. Das Gemeindegebiet ist tischeben und wird von mehreren Sümpfen geprägt, von denen die La grande tourbière (Das große Moor) unter Naturschutz steht.

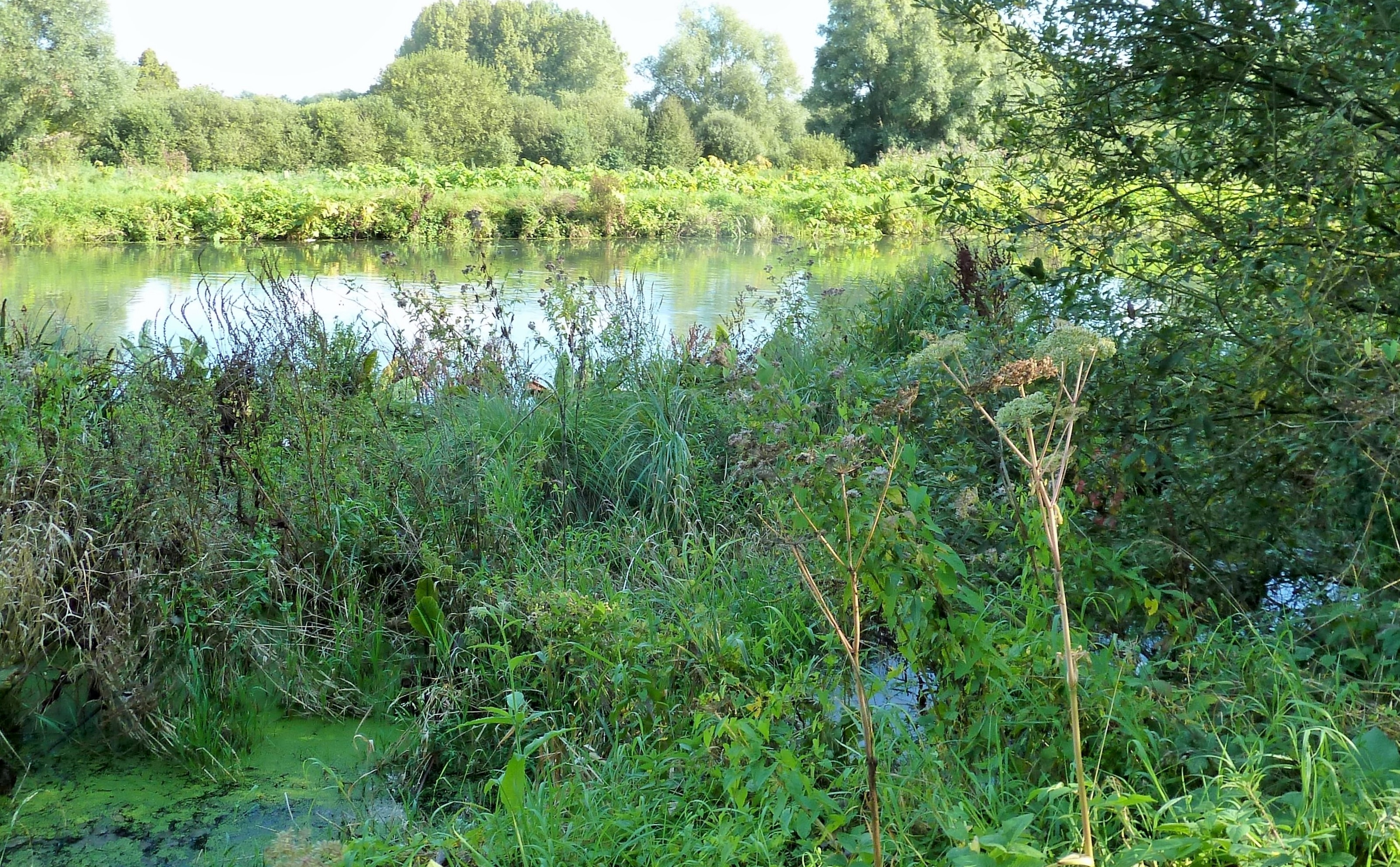
Naturschutzgebiet La grande tourbière (Das große Moor)

## Bevölkerungsentwicklung
| Jahr                       | 1962 | 1968 | 1975 | 1982 | 1990 | 1999 | 2006 | 2013 | 2021 |
| Einwohner                  | 1373 | 1420 | 1378 | 1388 | 1414 | 1443 | 1413 | 1353 | 1311 |
| Quellen: Cassini und INSEE |      |      |      |      |      |      |      |      |      |

## Sehenswürdigkeiten

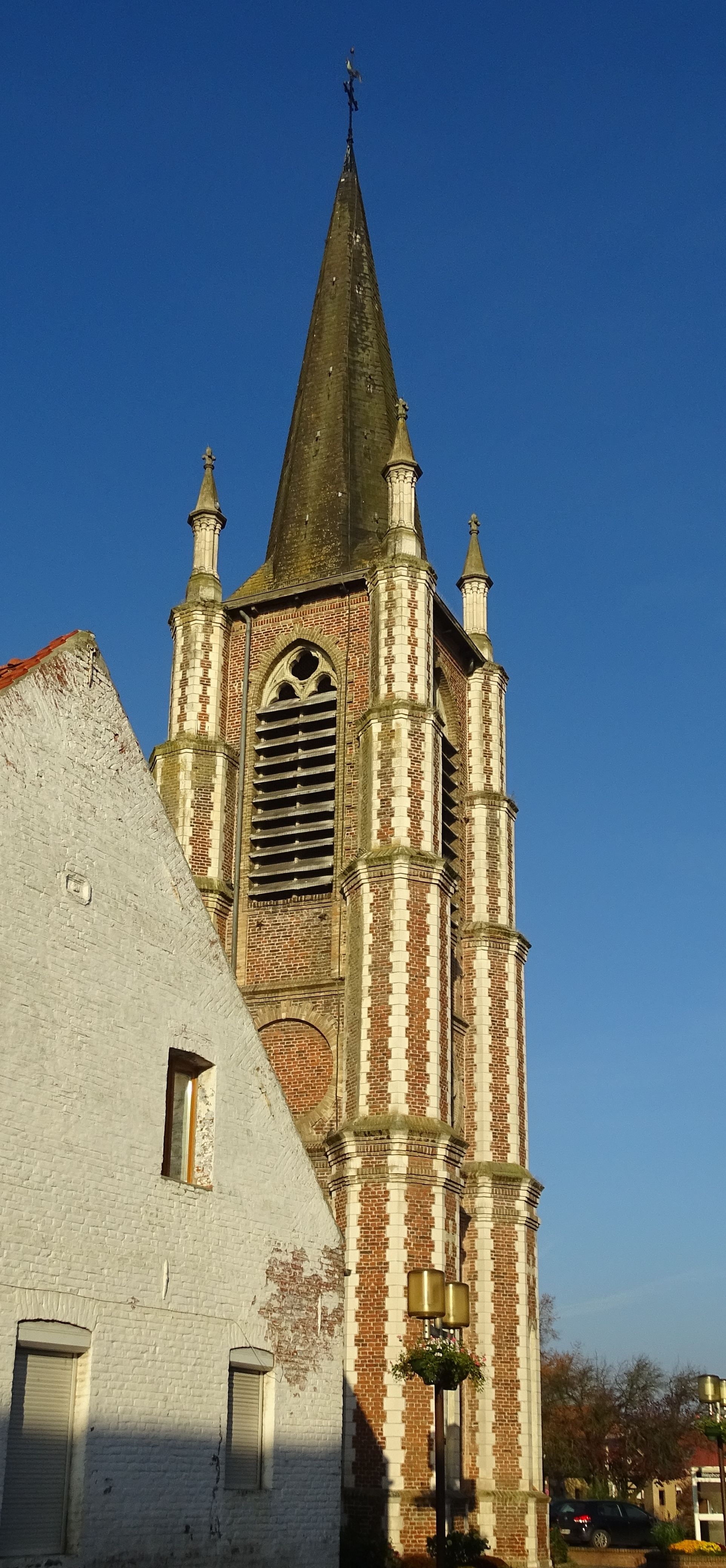
Kirche Saint-Sarre
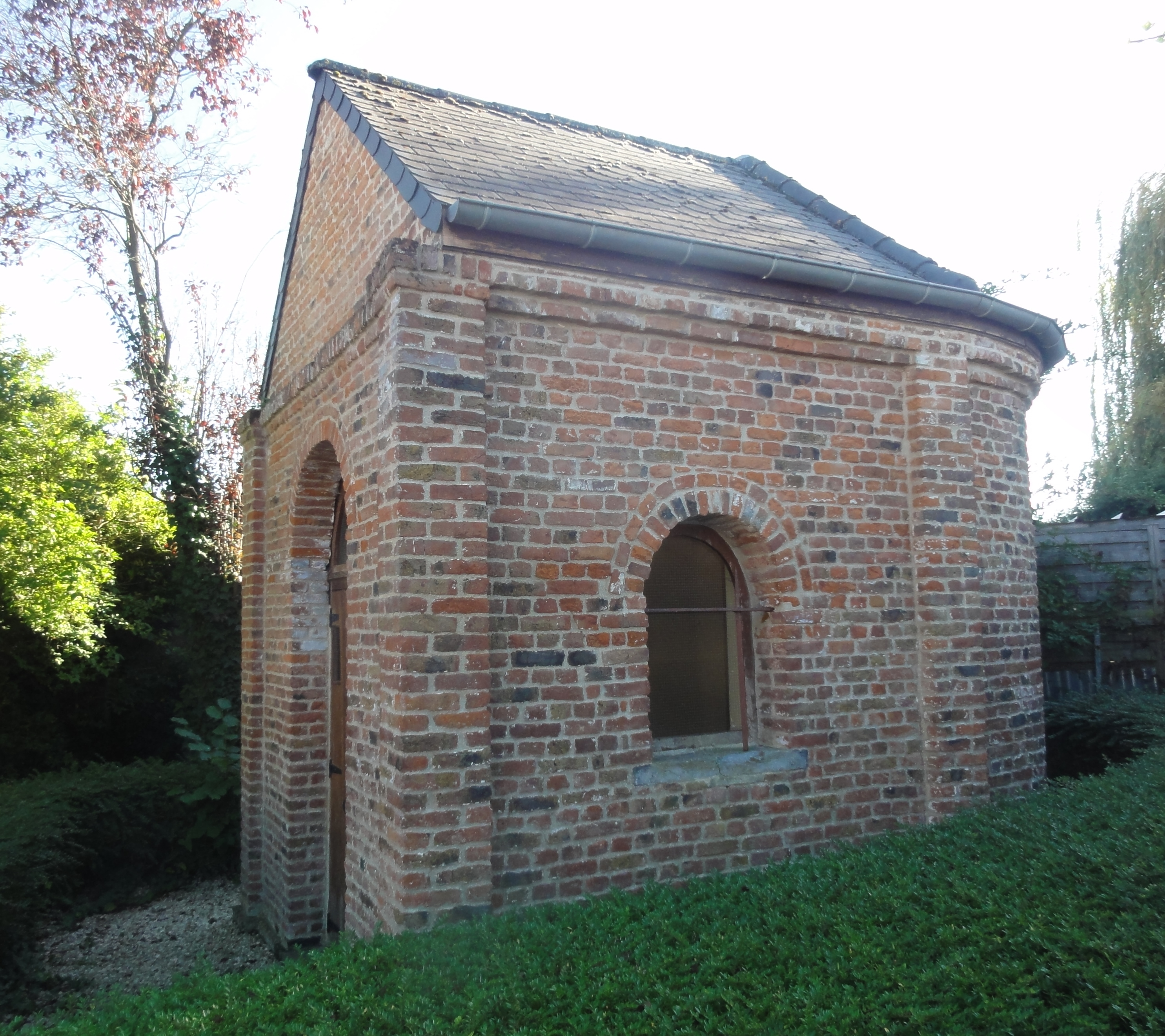
Kapelle Saint-Roch
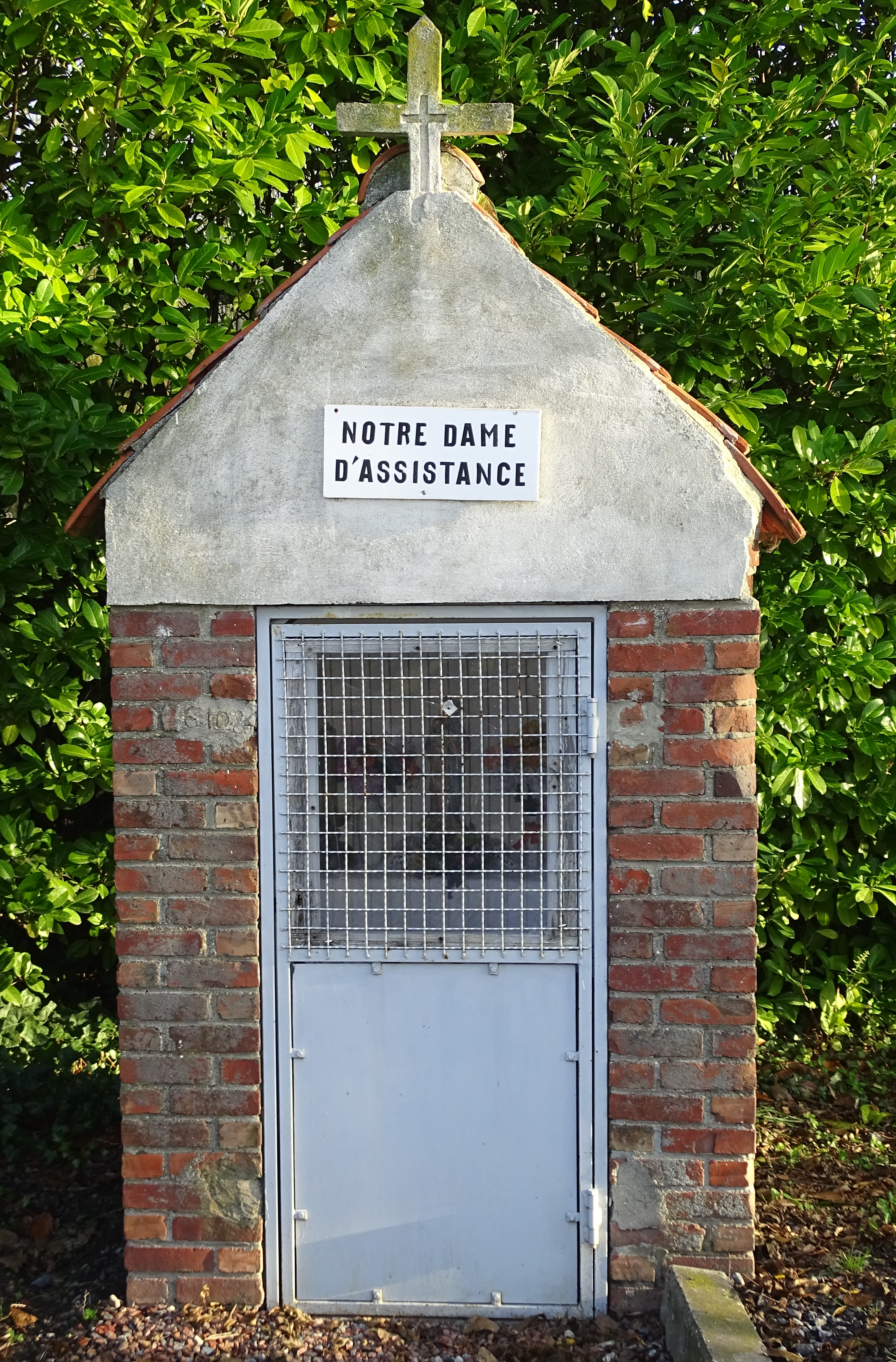
Oratorium Notre-Dame-d'Assistance
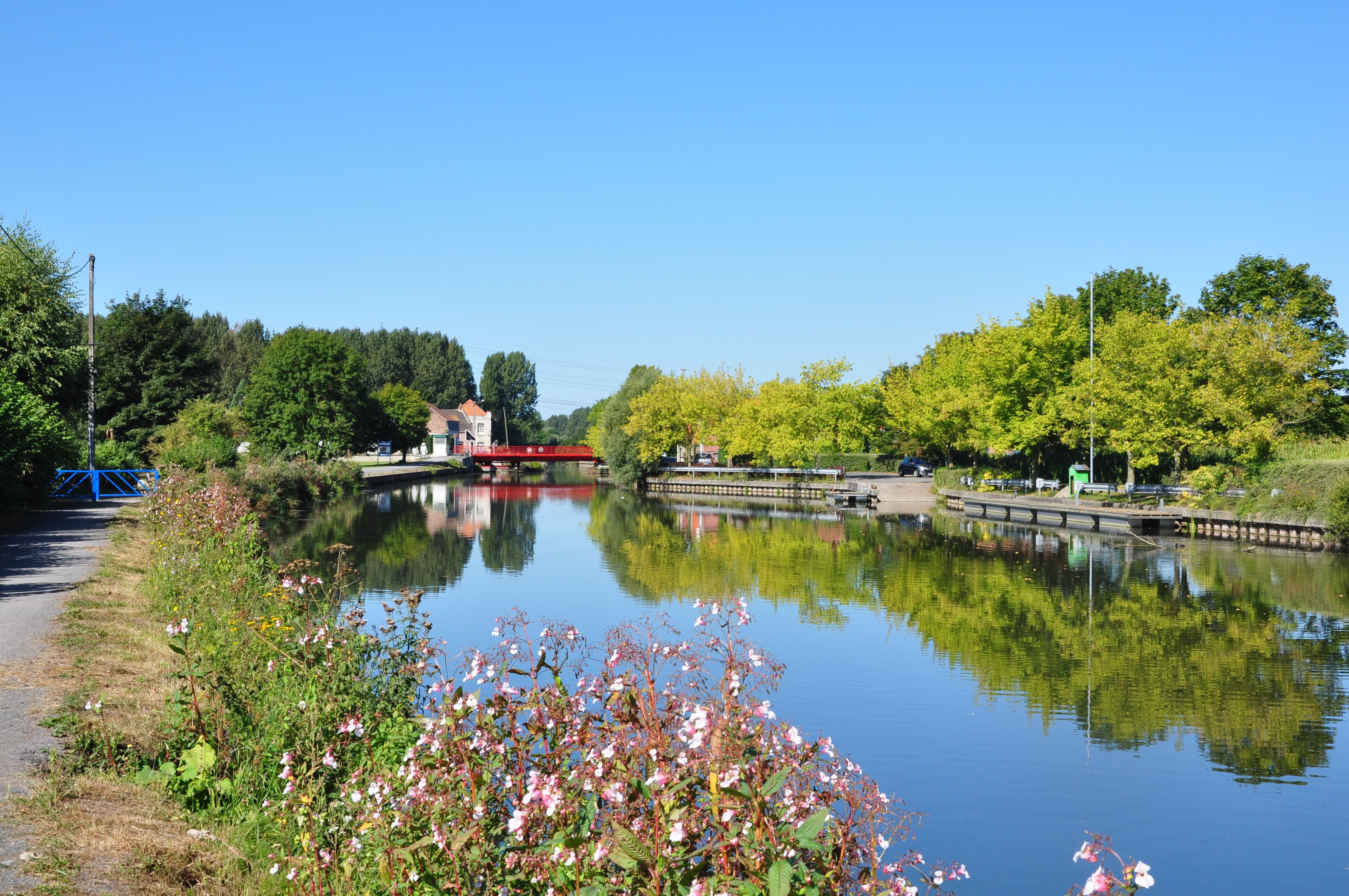
Kanalisierte Scarpe in Vred
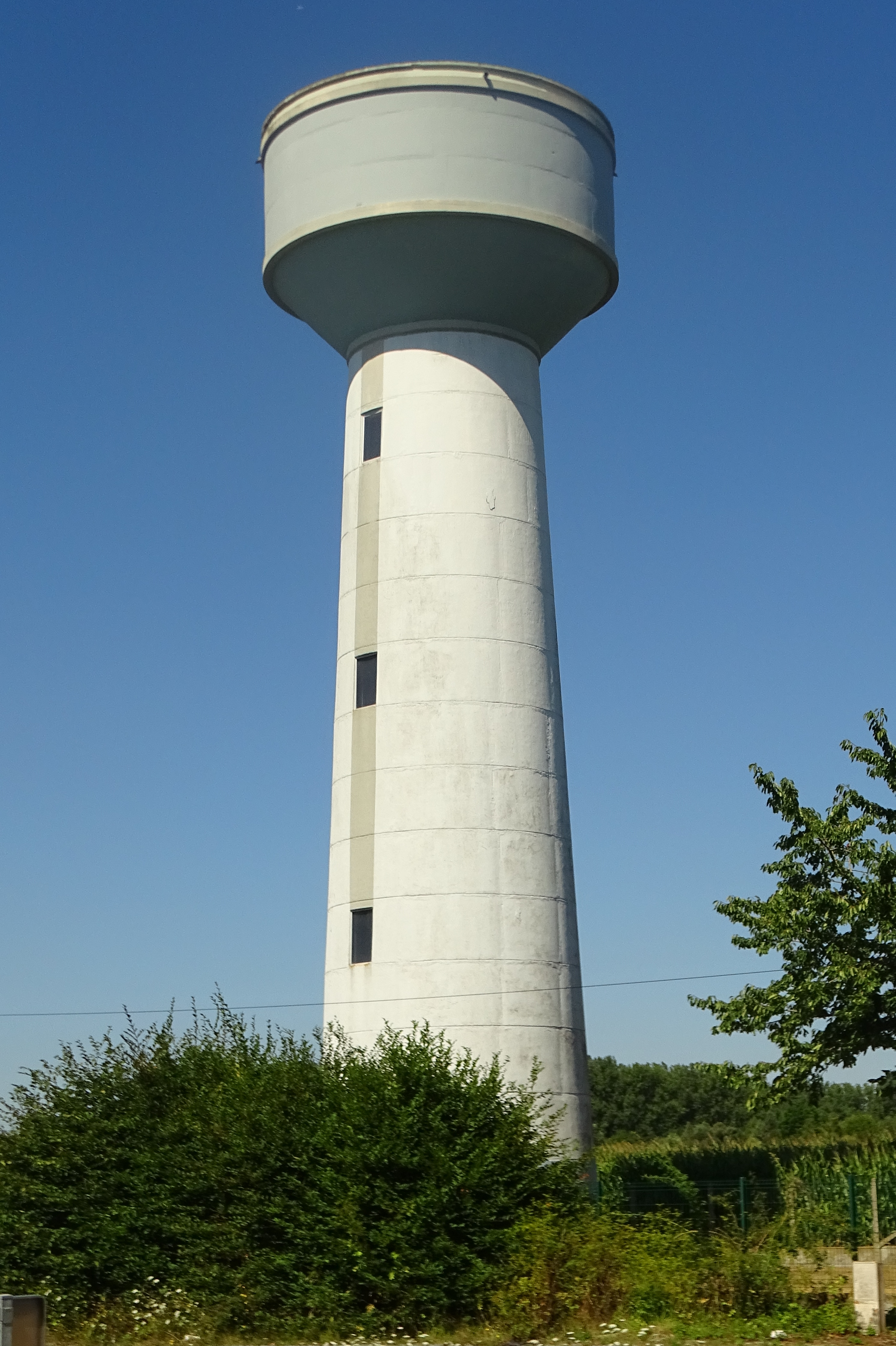
Wasserturm im Ortsteil Rieulay
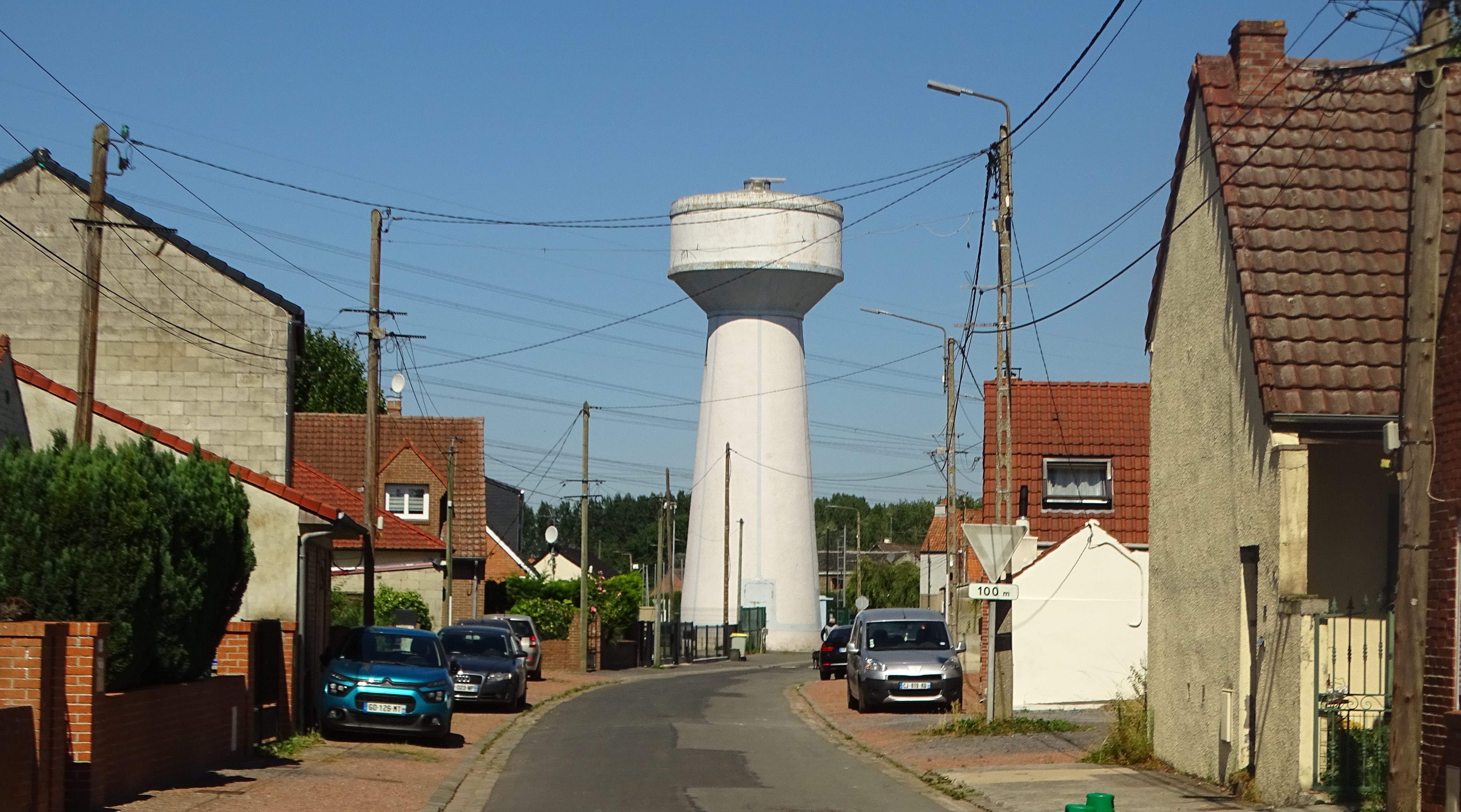
Wasserturm in der Rue Marius-Richez-et-Eusebio-Ferrari
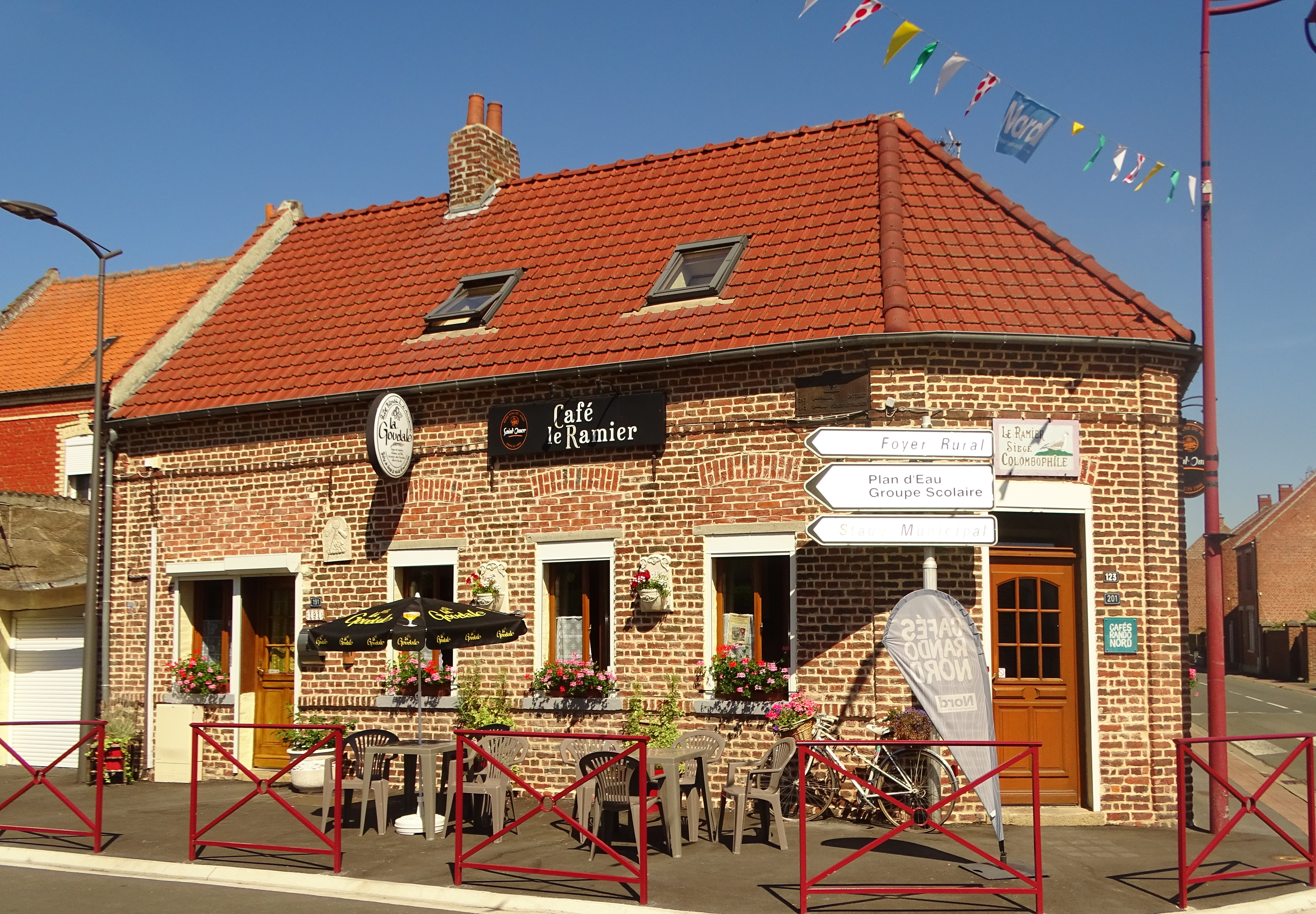
Café Le Ramier

- mehrere Oratorien
- zwei Wassertürme

- Kirche Saint-Sarre
- Kapelle Saint-Roch
- Oratorium Notre-Dame-d'Assistance
- Kanalisierte Scarpe in Vred
- Wasserturm im Ortsteil Rieulay
- Wasserturm in der Rue Marius-Richez-et-Eusebio-Ferrari
- Café Le Ramier